# Sahastata
Sahastata là một chi nhện trong họ Filistatidae.